# Санкт-Петербург-Витебский регион Октябрьской железной дороги
Санкт-Петербург-Витебский регион Октябрьской железной дороги ДИЗТЕР-2 (бывшее НОД-2) — один из 6 регионов Октябрьской железной дороги. Пути и инфраструктура находятся на территории Санкт-Петербурга, Ленинградской, Псковской, Тверской и Новгородской областей, а также частично на территории Беларуси, Латвии и Эстонии. В состав региона входит 170 станций. Образован из одноимённого отделения 31 декабря 2010 года на основании приказа приказа ОАО «РЖД» № 160 от 21 октября 2010 года.

## История
1 июля 1996 года произошло объединение Псковского и Ленинград-Витебского отделения с центром управления в Санкт-Петербурге, таким образом объединённое Санкт-Петербург — Витебское отделение оказалось на территории Ленинградской, Псковской, Новгородской и Тверской областей и стало граничить с тремя государствами Эстонией, Латвией, Беларусью, имея только три пограничных перехода по Псковской области: Печоры, Пыталово, Себеж. В Пскове создан подотдел Санкт-Петербург — Витебского отделения дороги, в котором сосредоточилась работа с пограничниками и таможенниками. Псковский подотдел проработал до 2002 года.

## Территория
Санкт-Петербург-Витебский регион граничит:
- С Эстонией
  - по станции Ивангород (станция входит в состав Санкт-Петербург — Витебского региона Октябрьской железной дороги)
  - по станции Печоры-Псковские (станция входит в состав Санкт-Петербург — Витебского региона Октябрьской железной дороги)
- С Латвией
  - по станции Карсава (станция входит в состав Латвийской железной дороги)
  - по станции Зилупе (станция входит в состав Латвийской железной дороги)
- С Беларусью
  - по станции Алёща (станция входит в состав Витебского отделения Белорусской железной дороги)
  - по станции Завережье (станция входит в состав Санкт-Петербург — Витебского региона Октябрьской железной дороги)
- С Московским регионом Октябрьской железной дороги (НОД-1)
  - по станции Торопец (станция входит в состав Московского региона Октябрьской железной дороги)
  - по станции Русаново (станция входит в состав Московского региона Октябрьской железной дороги)
  - по станции Валдай (станция входит в состав Санкт-Петербург — Витебского региона Октябрьской железной дороги)
- С Санкт-Петербургским регионом Октябрьской железной дороги (НОД-3)
  - по станции Волковская (станция входит в состав Санкт-Петербург — Витебского региона Октябрьской железной дороги)
  - по станции Купчинская (станция входит в состав Санкт-Петербург — Витебского региона Октябрьской железной дороги)
  - по станции Батецкая (станция входит в состав Санкт-Петербург — Витебского региона Октябрьской железной дороги)
  - по станции Новолисино (станция входит в состав Санкт-Петербургского региона Октябрьской железной дороги)[2]

Территория Санкт-Петербург-Витебского региона включает следующие линии:
- Новый Порт (станция) — Волковская
- Новый Порт — Купчинская
- Санкт-Петербург-Балтийский — Краснофлотск
- Санкт-Петербург-Балтийский — Котлы — Веймарн
- Котлы — Усть-Луга
- Санкт-Петербург-Балтийский — Гатчина-Товарная Балтийская — Ивангород
- Санкт-Петербург-Балтийский — Гатчина-Варшавская — Луга-I — Псков пасс. — Остров — Пыталово — Карсава
- Веймарн — Сланцы Пасс.
- Гатчина-Товарная-Балтийская — Новолисино
- Санкт-Петербург-Витебский — Новолисино
- Вырица — Посёлок
- Санкт-Петербург-Витебский — Дно — Новосокольники — Завережье
- Луга-I — Батецкая
- Псков Пасс. — Печоры-Псковские
- Валдай — Дно — Псков Пасс.
- Валдай — Крестцы
- Торопец — Великие Луки — Алёща
- Жижица — Новосокольники — Зилупе[3]

## Инфраструктура

### Локомотивные и моторвагонные депо
- Локомотивное ремонтное депо Санкт-Петербург-Витебский-Сортировочный (ТЧ-9)
- Локомотивное эксплуатационное депо Санкт-Петербург-Варшавский (ТЧЭ-14)
- Моторвагонное депо Санкт-Петербург-Балтийский (ТЧ-15)
- Локомотивное ремонтное депо Дно-Псковское (ТЧ-17)
- Локомотивное эксплуатационное депо Дно (ТЧЭ-18)
- Локомотивное эксплуатационное депо Великие Луки (ТЧ-31)
- Локомотивное ремонтное депо Великолукское (ТЧ-33)

### Дистанции инфраструктуры
- Торжокская дистанция инфраструктуры (ИЧ-4)

### Дистанции пути
- Санкт-Петербург-Балтийская дистанция пути (ПЧ-11)
- Кингисеппская дистанция пути (ПЧ-12)
- Санкт-Петербург-Витебская дистанция пути (ПЧ-19)
- Дновская дистанция пути (ПЧ-21)
- Псковская дистанция пути (ПЧ-26)
- Новосокольническая дистанция пути (ПЧ-45)

### Региональные центры связи
- Центральный Региональный центр связи (РЦС-2)

### Дистанции сигнализации, централизации и блокировки
- Санкт-Петербург-Витебская (ШЧ-9)
- Санкт-Петербург-Балтийская (ШЧ-14)
- Дновская (ШЧ-15)
- Псковская (ШЧ-16)
- Великолукская (ШЧ-23)

### Дистанции электрификации и энергоснабжения
- Санкт-Петербург-Балтийская (ЭЧ-4)
- Псковская (ЭЧ-6)

### Эксплуатационные вагонные депо
- Вагонное ремонтное депо Санкт-Петербург-Витебский Сортировочный (ВЧД-11)
- Вагонное эксплуатационное депо Санкт-Петербург-Витебский Сортировочный (ВЧДЭ-13)
- Эксплуатационное вагонное депо Новосокольники (ВЧД-24)

### Дистанции гражданских сооружений
- Санкт-Петербург-Витебская(НГЧ-7)

### Дистанция погрузочно-разгрузочных работ
- Санкт-Петербург-Витебская (МЧ-4)